# ジャック・フランソワ・ブロンデル
ジャック・フランソワ・ブロンデル（Jacques-François Blondel, 1705年1月8日 - 1774年1月9日）はフランスの建築家、建築理論家。数学者、技師であったが建築に転じ、ルイ14世時代のフランス古典主義建築の一翼をになう存在となった。
| スタブアイコン | サブスタブ | この項目は、まだ閲覧者の調べものの参照としては役立たない、人物に関連した書きかけの項目です。この項目を加筆・訂正などしてくださる協力者を求めています（P:人物伝/PJ:人物伝）。 |